# DEV-50V
Das DEV-50V von Sony ist ein digitales Fernglas mit zwei Okularen, das Standbilder, Videoclips und Töne aufzeichnen kann. Die Videoclips können als 3D-Videos in Stereo aufgezeichnet werden. Bei seinem Erscheinen im Juni 2013 hatte das Gerät einen Listenpreis von 2100 Euro; inzwischen (Stand 2024) wird es nur noch gebraucht und zu deutlich höheren Preisen angeboten.

## Technik
- Vergrößerung: 12fach
- Objektivdurchmesser: 50 mm
- Gewicht ohne Akku: 764 g
- Gewicht mit Akku: 886 g
- Breite:  149 mm
- Höhe:  72 mm
- Tiefe: 158 mm
- Augenabstand: 55 bis 75 mm
- Dioptrienkorrektur: −3,5 bis +3,5
- Sensor: CMOS
- Autofokus: ja
- Restlichtverstärker: ja
- Kürzeste Entfernung: 1 cm
- Bildstabilisierung: optisch
- Auflösung Standbild: 20,4 MP (6016 × 3384 px)
- Auflösung Video: bis zu 1920 × 1080 px
- Auflösung Okular-Monitore: 1024 × 768 px
- Schnittstellen: USB, Mikrofon, Kopfhörer, Micro-HDMI, SD-Speicherkarte, Memory Stick PRO Duo
- Kompass: nein
- GPS: ja